# МТУ-72
МТУ-72 (Объект 632) — танковый мостоукладчик.
Танковый мостоукладчик МТУ-72 был разработан в конструкторским бюро под руководством Морова А. А. в Омске, производится на предприятии Уралвагонзавод.

## Серийное производство
Мостоукладчик МТУ-72 на вооружение в армии СССР был принят в 1974 году и поступал в войска с лета 1974 до конца 1988—1989 годов.

## Описание конструкции
МТУ-72 предназначен для устройства в боевой обстановке переправы через узкие водные преграды, овраги, и инженерные заграждения — эскарпы и контрэскарпы, завалы. Он наводит один однопролётный металлический мост, грузоподъёмность которого составляет 50 тонн через препятствия шириной до 18 метров. Мост сделан из сплава на основе алюминия.
Мост наводится и снимается экипажем МТУ-72 без выхода его из машины. Время установки моста составляет от 2,5 до 5 минут.
Имеется возможность наводить составные конструкции из нескольких мостов, при участии нескольких мостоукладчиков. Ширина преодолеваемого препятствия может составлять до 30—35 метров.

### Вооружение
В комплект поставки МТУ-72 входят:
1. АКС-74, боезапас 150 патронов;
2. 10 гранат Ф-1;
3. Сигнальный пистолет СПШ с боезапасом 30 патронов.

### Средства наблюдения и связи
Для связи с командиром танкового подразделения используется радиостанция Р-123М.

### Ходовая часть
В качестве базы используется шасси ОБТ Т-72М1.

### Специальное оборудование
Корпус полностью герметичен и имеет противоатомную защиту экипажа. Для радиационной разведки на борту имеется прибор ГПК-59. Для предотвращения пожара, МТУ-72 оборудован системой автоматического пожаротушения 3ЭЦ11-3. Для работы на заражённой местности имеется фильтро-вентиляционное устройство.

## Операторы
- СССР
- Ливан — некоторое количество МТУ-72, по состоянию на 2012 год[2]
- Россия — некоторое количество МТУ-72, по состоянию на 2012 год[3]
- Чехия — некоторое количество МТУ-72, по состоянию на 2012 год[4]